# 火曜飛
火曜飛（ファヨビ、화요비、1982年2月11日 - ）は、大韓民国のR＆Bシンガーソングライター。2000年にデビューし、10枚以上のアルバムをリリースしている。
韓国では有名な「R＆Bの女王」とみなされており、2005年と2006年には韓国芸能芸術賞で最優秀女性R＆Bアーティストと女性ベスト・バラード歌手を授賞している。

## 経歴
全羅北道 群山市生まれ。3歳の時軍人である父の転勤により浦項市に引っ越した。2000年 同徳女子大学校実用音楽科に入学したが在学中に自主退学した。同年、ファーストアルバム『My All』でデビューし、ソウル歌謡大賞新人賞を受賞した。
本名はパク・ミヨン（박미영）、その後パク・レア（박레아）に改名した。2000年のデビュー時には、パク・ファヨビ名義を使っていたが、日本進出時にファヨビ（火曜飛）に変更し、以後は韓国内でもファヨビ名義で活動している。

## 作品

### 韓国

#### スタジオアルバム
- 2000.06.30: My All
- 2001.09.15: Nineteen Plus One
- 2002.10.09: Because I Love You
- 2004.07.08: Soul Saver
- 2006.02.09: 5˚
- 2007.08.01: Kiss in Yesterday
- 2008.03.13: Sunshine
- 2010.05.27: Hwayobi

#### ミニアルバム
- 2009.02.05: This is Love
- 2009.08.06: Summer
- 2010.10.14: 나 같은 여자
- 2011.07.05: Reborn
- 2012.11.23: I Am
- 2015.01.15: 820211

#### 韓国でのシングル
- 2009.05.27: 2009 No.1 Diva's Love - Once
- 2011.02.10: Digital Single Hwayobi Ft. TaeHa - Stay With Me

#### コンピレーション
- 2003.10.24: Best: Across the Romantic Bridge
- 2007.08.01: Remake: Kiss in Yesterday
- 2009.07.01: Best: The Gold

### 日本

#### 日本でのアルバム
- 2006: 火曜飛

#### 日本でのシングル
- 2004.11.17: Fly Again - ゲーム『マグナカルタ』の主題曲
- 2005.02.23: 天国の記憶 - TVドラマ『天国の階段』日本語版のED

## 受賞歴
- 2000年 ソウル歌謡大賞新人賞
- 2005年 第12回大韓民国芸能芸術賞女性R＆B部門歌手
- 2006年 第13回大韓民国芸能芸術賞女性バラード部門歌手
- 2008年 MBC放送芸能大賞特別賞ベストブランド賞